# Luperocida
Luperocida is een geslacht van kevers uit de familie bladkevers (Chrysomelidae).
De wetenschappelijke naam van het geslacht werd in 1981 gepubliceerd door Medvedev & Dang Tkhi Dap.

## Soorten
- Luperocida kabakovi Medvedev & Dang, 1981